# Kaura fyr
Kaura fyr er et ledefyr i Kaurafjorden i Roan kommune i Sør-Trøndelag fylke i Norge. Fyret blev etableret for at markere indsejlingen gennem Kauraleia.
Fyrtårnet er et 22 m højt rødt støbejernstårn med hvidt bælte. Tårnet er placeret på en sokkel af beton og udhugget natursten. Ind til tårnet ligger et naust af beton. Fra naustet er der en støbt bro ud til landingen. Kaura fyrstation blev bygget i 1931 som det næstsidste bemandede fyr i Norge. Fyret blev automatiseret og affolket i 1959. I boligdelen er mange af de oprindelige detaljer intakt. Fyrstationen ejes i dag af Staten ved Kystverket og er fredet efter lov om kulturminner.

## Historie og udvikling

### Baggrund for etableringen
I 1930-erne blev der kun opført to fyr i Norge, ud over Kaura blev Anda fyr bygget. Begge disse var kyst- eller ledefyr, efter dette var der ikke længere så stort behov for at få bygget nye fyr med fast betjening. I stedet for kunne man der efter koncentrere sig om at få etableret radiofyr, tågehorn, samt opgraderinger på eksisterende installationer.
Planlægningen af Kaura fyr begyndte imidlertid tidligere fordi der var behov for et fyr for at markere sejlruten for indsejlingen til Kauraleia. Fiskere havde beklaget sig over dårlige forhold i dette område, og i 1921 blev Vingleia fyr og Asenvågøy fyr etableret. Kaura var en oplagt fortsættelse af fyrudbygningen. Et overslag for bygningen af Kaura fyr fra 1920-erne var på 225.000 kr.
Holmen Kaura ud for Bessaker var lav, hvilket gjorde at den var stærkt udsat for bølger som slog over den. Der blev derfor ikke etableret familieboliger, kun boligdel for fyrvogteren, assistent og reserveassistent. Et 22 meter højt tårn af støbejern på sokkel af beton og natursten er hoveddelen af fyret, og dertil et naust af beton. Der blev også støbt en bro med skinner ud til molen. I perioder var stationen isoleret på grund af dårligt vejr og vanskelige landingsforhold.

### Videre udvikling
Spørgsmålet om nedlæggelse som bemandet fyr, og erstatte det med et automatisk, kom op i 1959 da fyrmesteren skulle slutte i tjenesten. Det blev besluttet at erstatte petroleumsbrænderen med gaslys (Daléns automatisk acetylengasslygte). Samtidig blev lysvidden øge fra 14,9 nautiske mil til 16,0. Fyret blev automatiseret og affolket i 1959. I 1984 blev et solcelleanlæg som skaffer strøm til lyset sat i drift.
I riksantikvarens begrundelse for fredningen af stationen hedder det at det er den næstsidste bemandede med flest detaljer intakt fra boligdelen. Det oprindelige franske linseapparat er også bevaret og i fortsat brug. Fyret giver en monumental virkning på den lave holm ud mod havet. Anlægget vurderes til at have stor fyrhistorisk værdi specielt fordi det er det sidste bemandede fyr med tårn af støbejern, men også karakteristisk form og placering er vigtig. For øvrigt trådte fredningen i kraft i 2000.

## Tekniske fyrdata
Fyrkarakteren er FI(2) 10s, hvilket betyder to lysblink hvert 10. sekund. Lysstyrken er 3730 (2. orden), lysets højde over havet (ved højvande) er 30,0 meter og lysvidden er 16,0 nautiske mil. For øvrigt er tårnet rødt med hvidt bælte og det står på en hvid sokkel.